# 布雷索勒 (阿列省)
布雷索勒（法語：Bressolles，法語發音：[bʁesɔl]）是法国阿列省的一个市镇，位于该省中部，阿列河左岸，穆兰市区西南部，属于穆兰区。

## 地理
布雷索勒（46°31'51"N, 3°19'0"E）面积23.38 平方千米，位于法国奥弗涅-罗讷-阿尔卑斯大区阿列省，该省份为法国中部省份，北起涅夫勒省、西北接谢尔省，西南至克勒兹省，南至多姆山省，东南临卢瓦尔省，东临索恩-卢瓦尔省。
与布雷索勒接壤的市镇（或旧市镇、城区）包括：贝松、舍米伊、库朗东、穆兰、讷维、苏维尼、阿列河畔土伦。

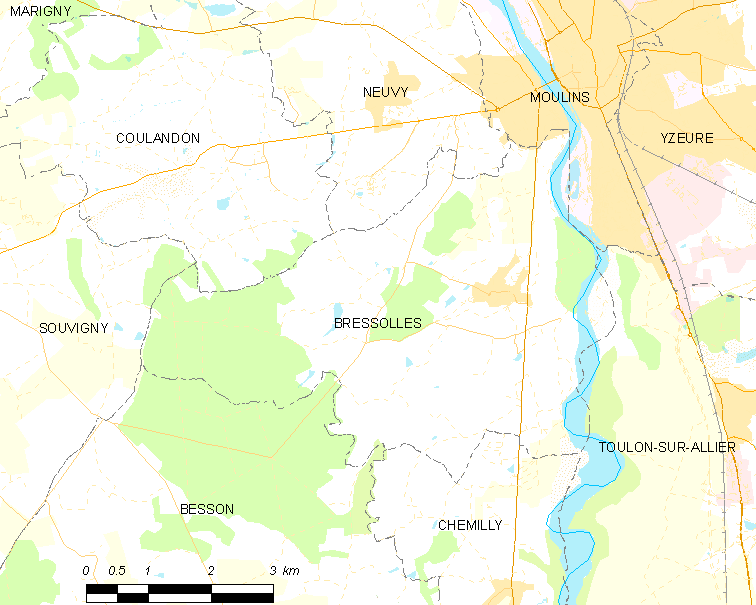
的OSM定位图

布雷索勒的时区为UTC+01:00、UTC+02:00（夏令时）。

## 行政
布雷索勒的邮政编码为03000，INSEE市镇编码为03040。

## 政治
布雷索勒所属的省级选区为苏维尼县。

## 人口

1962-2008年间人口变化图示

布雷索勒于2022年1月1日时的人口数量为1141人。